# CityCenter
El CityCenter es un complejo de 30 hectáreas de usos múltiples (16 797 000 pies cuadrados (1 560 500 m²)), actualmente bajo construcción por MGM Mirage en el Strip de Las Vegas en Área metropolitana de Las Vegas. El CityCenter está casi terminado, construido en el sitio del edificio implosionado Boardwalk Hotel and Casino, entre el Bellagio, Cosmopolitan (actualmente bajo construcción), el Monte Carlo, Interestatal 15 y el Bulevar Las Vegas , y estará conectado con los resorts de sus alrededores por medio de un sistema de monorail.  El cuarto vecino del complejo es la corporación CVS pharmacy localizado en un pequeño terreno entre el Monte Carlo y el frente del CityCenter.

## Diseño general
A diferencia de los otros resorts temáticos del strip, el CityCenter incluirá un rascacielos con un diseño urbano. 
El plan maestro conceptual fue diseñado por los arquitectos Ehrenkrantz Eckstut y Kuhn, presentando el proyecto con aproximadamente 2,400 unidades de condominios residenciales y aproximadamente 4,800 habitaciones de hotel, distribuidos dentro de torres residenciales y de hoteles y edificios sobre "The Crystals", el distrito de tiendas y entretenimiento del CityCenter.  El hotel Aria estará diseñado para tener todas las comodidades de la vida cotidiana, con más de 4,000 habitaciones de hotel y casino, 2 hoteles boutiques de 400 habitaciones (Las residencias en el Mandarin Oriental y el Harmon Hotel, Spa, y residencias, ambos tendrán 227 y 207 unidades de condominios residenciales respectivamente localizados en los últimos pisos de las torres), torres completamente residenciales (las torres Veer), un condo-hotel (Vdara Condo-hotel) y un distrito de tiendas y entretenimiento de 500 000 pie cuadrado (50 000 m²) en la cual tendrá el primer supermercado del strip. El proyecto de multiuso está siendo diseñado con tecnologías verdes o tecnología medioambiental en lo que lo convertiría en una de las comunidades urbanas medioambientales sostenibles más grandes del mundo. El plan incluye el uso de agua reciclada, en una central eléctrica.  El MGM Mirage proseguirá con la certificación por parte de LEED para proyectos expuestos por el consulado de edificios verdes de Estados Unidos.  Siemens está diseñando una planta central de energía 9-megawatt a un costo de $100 millones para abastecer al CityCenter tanto como en calefacción y aire acondicionado.
Se prevé que tendrá un costo total superior a los $ 12 mil millones, haciendo que el CityCenter sea la financiación privada más grande de desarrollo en los Estados Unidos. El costo original era de $4 mil millones, pero el precio subió debido al incremento del costo de la construcción y a los cambios de diseños. Con un estimado inicial de empleados de 12,000 personas, el CityCenter se estima que este completado a finales del 2009 y con una nueva premier del Cirque du Soleil, honorando a Elvis en un teatro de 1,800 asientos.

## Construcción
La compañía Perini Building es el contratista principal del proyecto, con Tishman Construction Corporation sirviendo como el gerente ejecutivo de la construcción. Gensler es el arquitecto ejecutivo, inspeccionando el proyecto. El proyecto está siendo construido en casi tres cuadras. La cuadra A consiste en el casino del CityCenter Casino & Resort y las instalaciones de su alrededor, la cuadra B tendrá la torre Vdara y la cuadra C tendrá la torre Mandarin, Veer, y las estructuras Crystals y Harmon.  Archivado el 11 de agosto de 2019 en Wayback Machine.
El último edificio permanente en el sitio del proyecto, el Boardwalk Casino's un hotel de una torre mediana, fue derribada el 9 de mayo de 2006. Después de que el proceso de diseño estuvo terminado, la construcción empezó sin ninguna ceremonia oficial de excavación en junio del 2006. La mayoría de los diseños del proyectos fueron mostrados al público en septiembre del 2006 y otros diseños atrasados hasta en febrero del 2007. La construcción del proyecto empezó a tomar forma el 26 de junio de 2006, cuando las primeras columnas empezaron a erigirse. Anteriormente a esto, todo el proyecto realizado aquí, fue solamente la preparación incluyendo utilidades y otro tipo de infraestructura.

### Problemas financieros
Dubai World demandó a su consorcio joint venture MGM Mirage por romper contratos, por lo que decidió no hacer un pago de financiación de US$200 millones, que requería que el proyecto siguiera en curso. Al 17 de abril de 2009, MGM Mirage y Dubai World llegaron a un acuerdo para asegurar la conclusión del CityCenter.

### Accidentes
Seis personas han muerto aquí desde que la construcción empezó en junio del 2006. El 6 de febrero de 2007, una pared de acero de 3000 libras cayó desde una grúa, golpeando otra pared, llevándose a cuatro trabajadores y matando a dos. El 10 de agosto de 2007, un trabajador fue cortado en dos cuando una viga de acero para la construcción de un elevador cayó mientras él le echaba el aceite a la máquina. El 5 de octubre de 2007, otro trabajador cayó aproximadamente 50 pies mientras trabajaba en la torre principal del proyecto. El 26 de abril de 2008, un trabajador cayó aproximadamente a 20 ft (6.1 m)  al sur de la torre ARIA Hotel & Casino.  El 31 de mayo de 2008, otro trabajador murió cuando fue golpeado por una grúa.

## Hoteles y atracciones

### The ARIA Resort & Casino
La torre de 61 pisos, ARIA Resort & Casino es la atracción principal del proyecto CityCenter.
Fue una copia de un mapa ahoyado en Dubái

### Vdara
Vdara con 57 pisos es un hotel/condo que alberga 1,495 unidades residenciales.

### The Harmon Hotel and Spa
El Harmon Hotel and Spa es un hotel boutique (que no es casino) de 400 habitaciones que sería operado por The Light Group de Andrew Sasson. El hotel será miembro de The Leading Hotels of the World.

### Torres Veer
Veer Towers son unas torres gemelas de 37 niveles con 674 unidades de condominios.

### Crystals
Crystals con 500.000 pies cuadrados es el distrito de entretenimiento del CityCenter.

## Galería de fotos

### Sustantivo

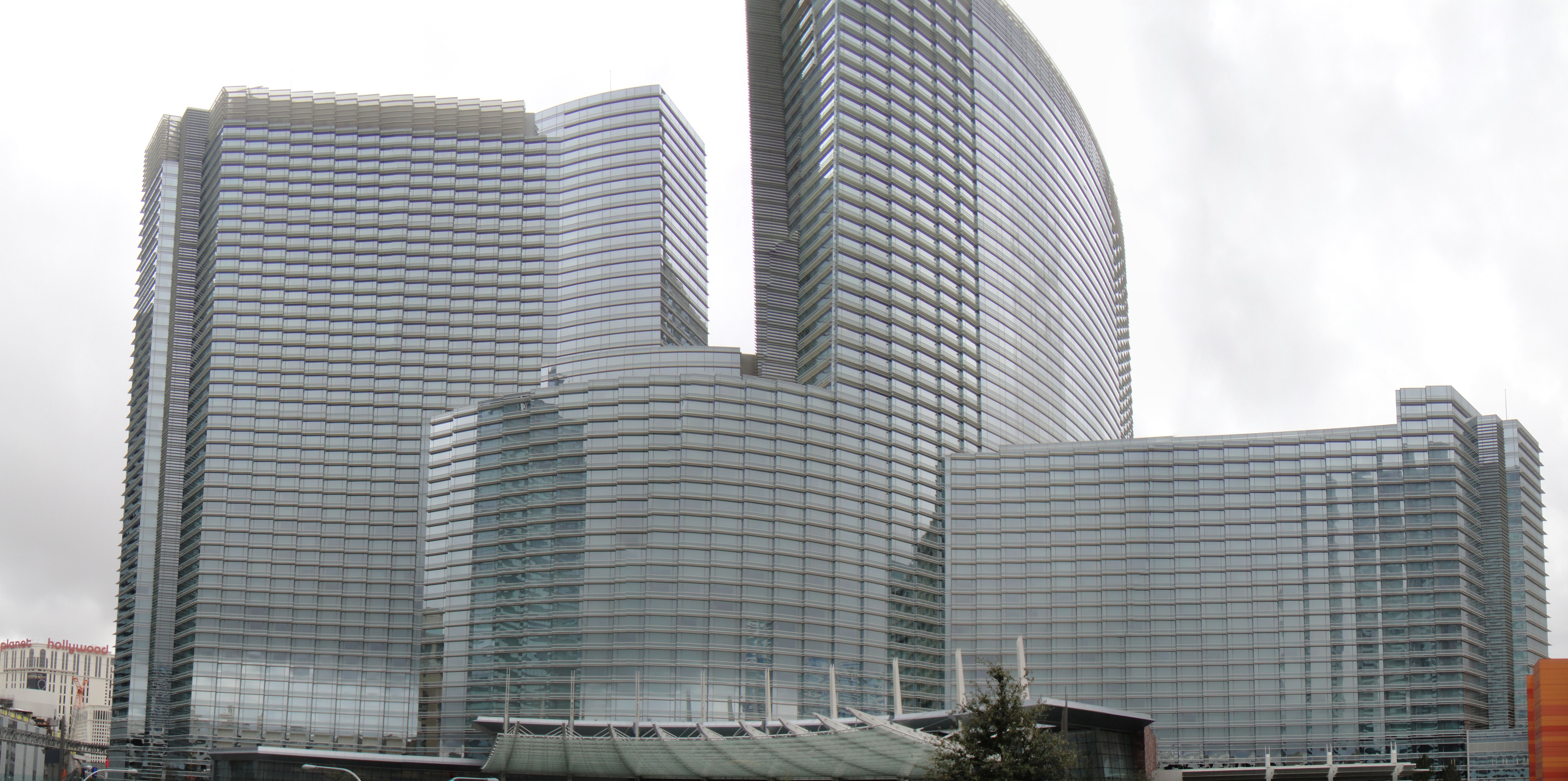
Aria Resort & Casino
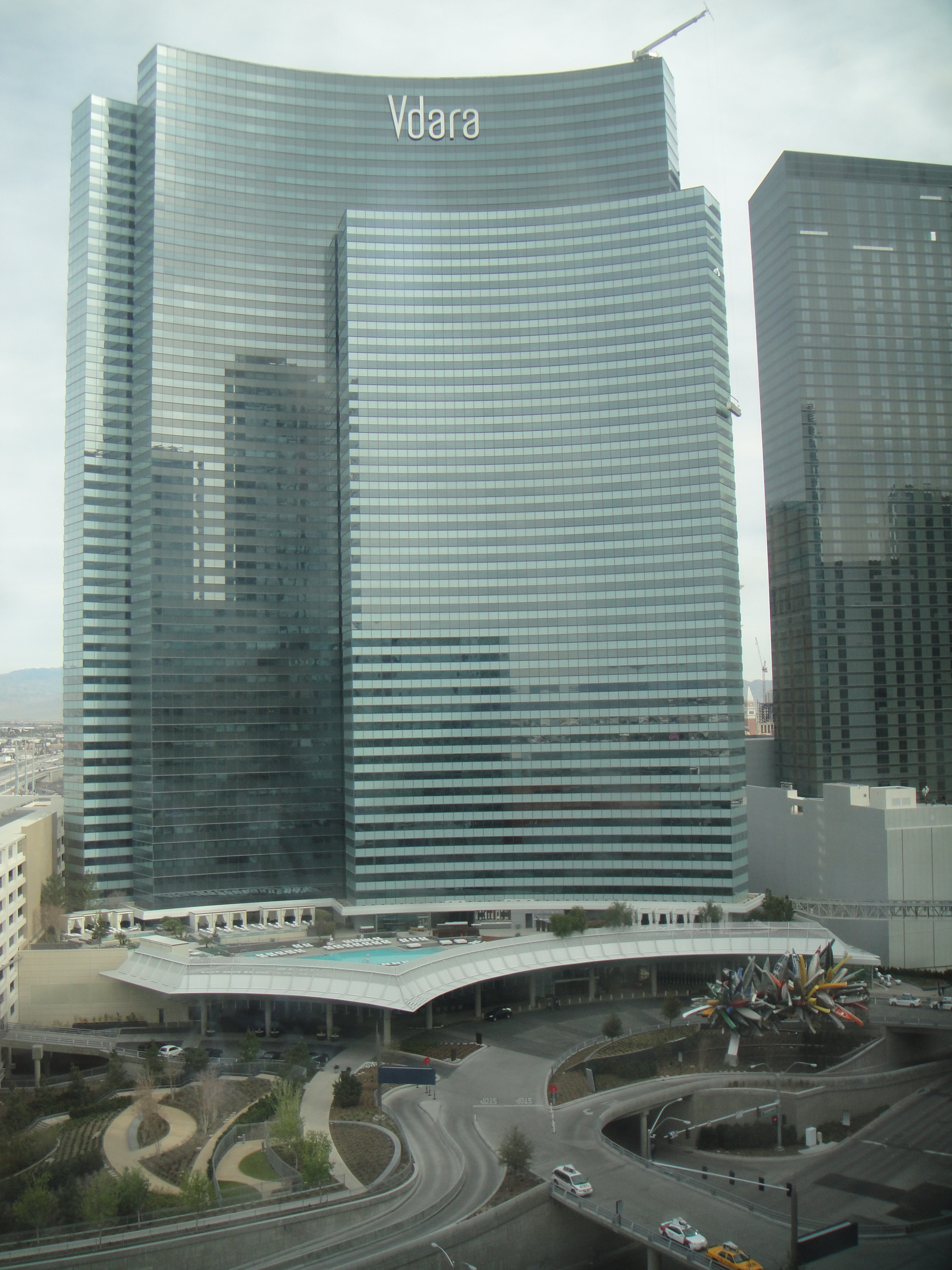
Vdara
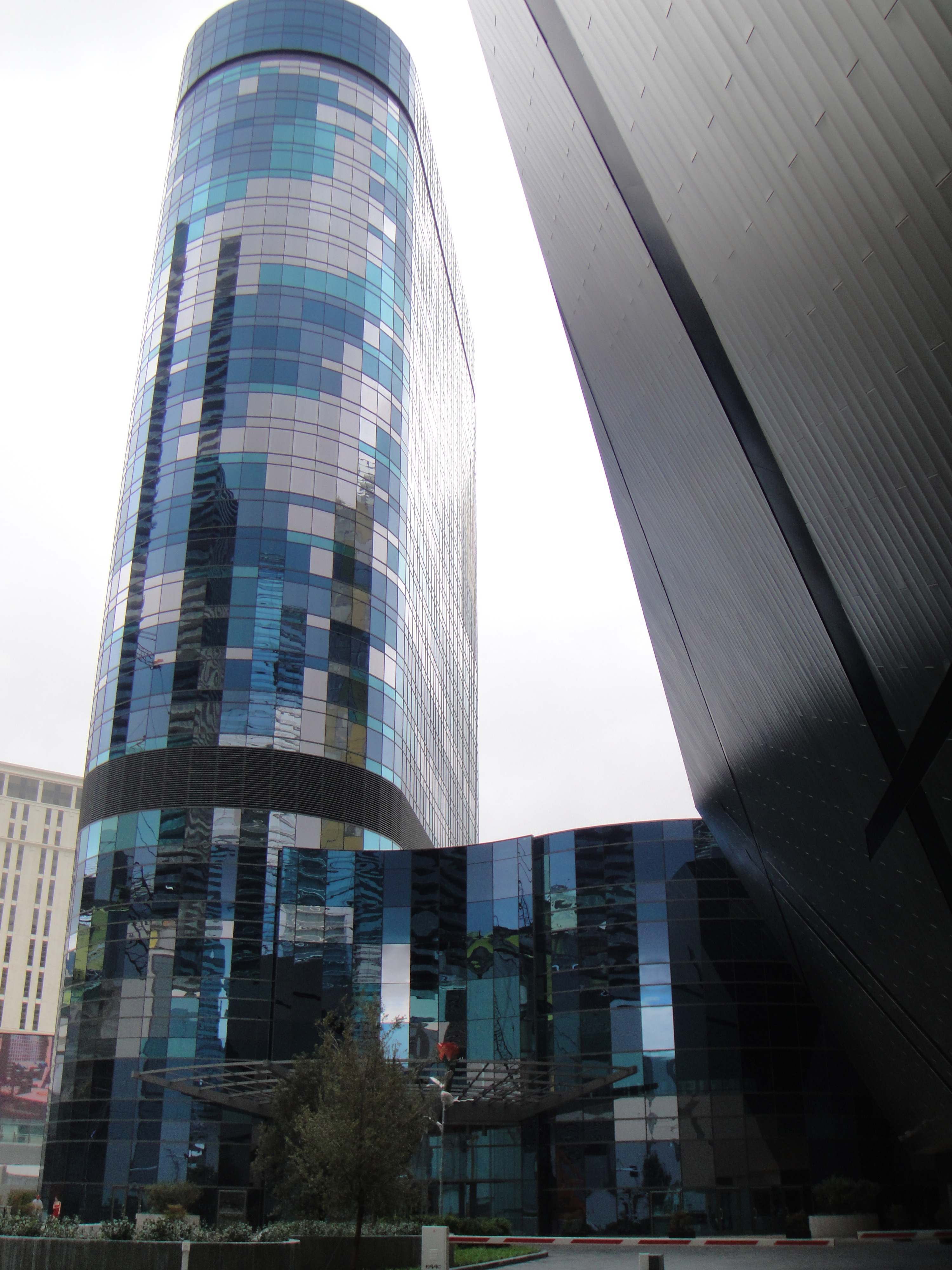
The Harmon Hotel and Spa
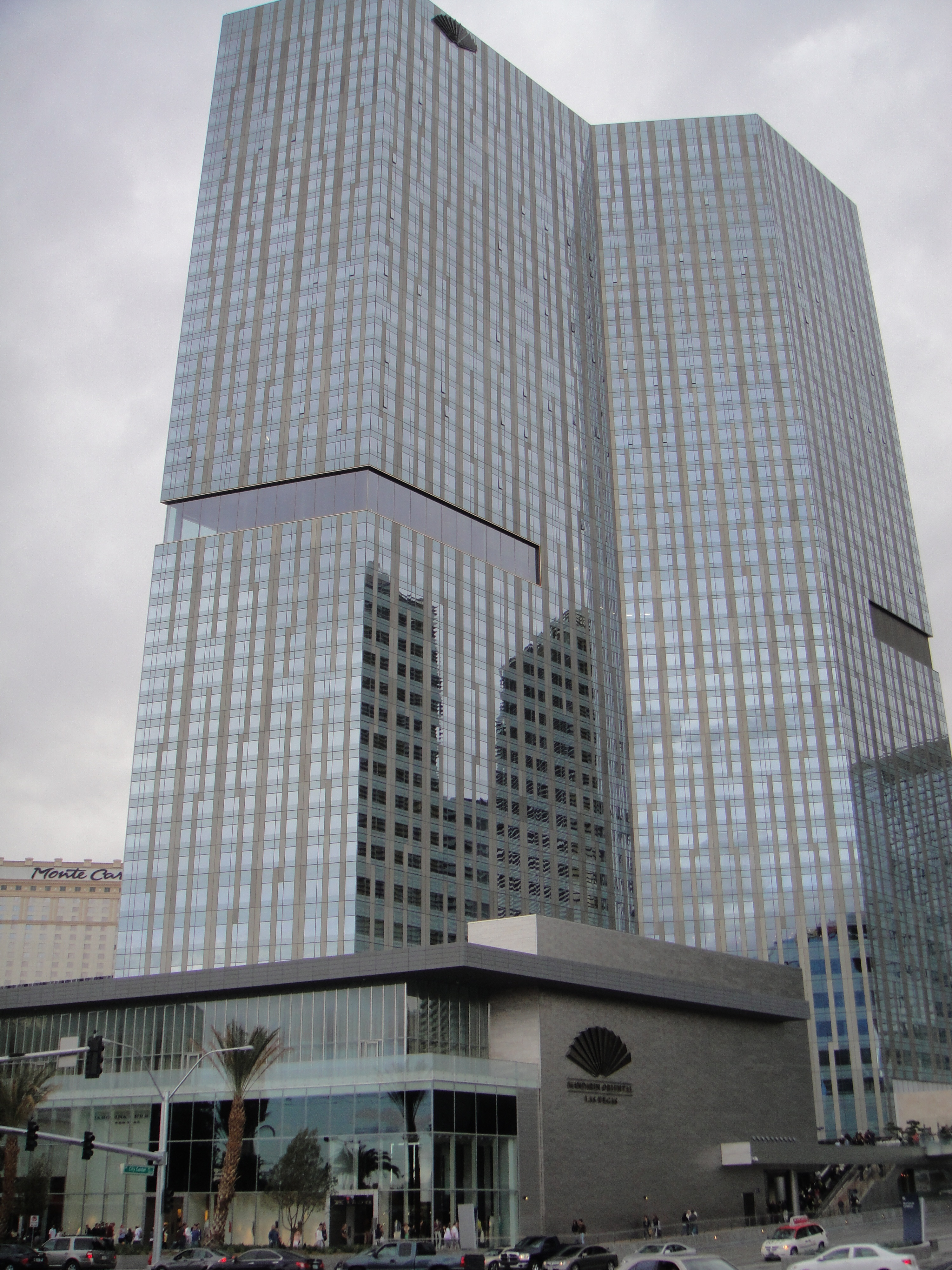
Mandarin Oriental
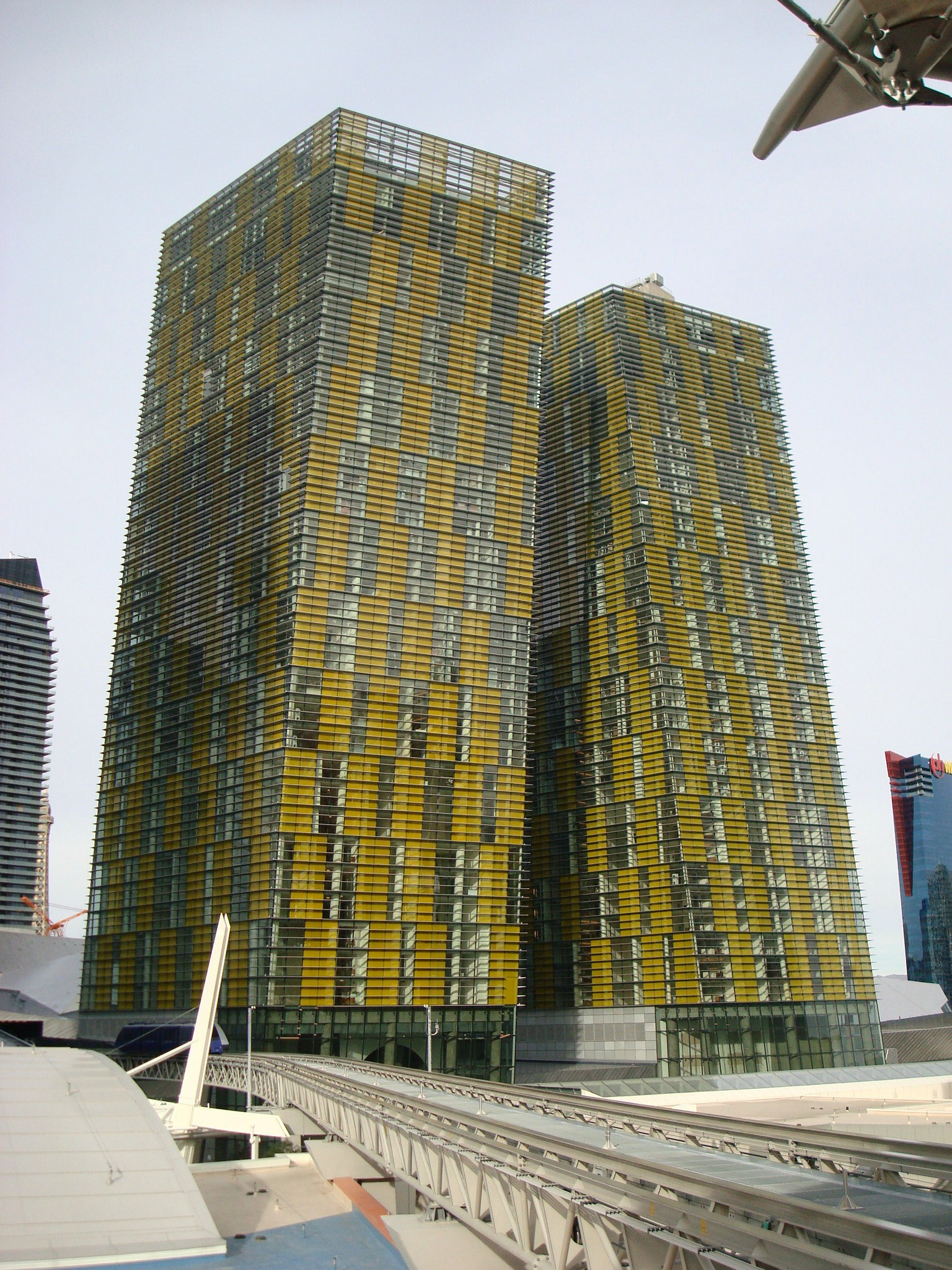
Veer Towers
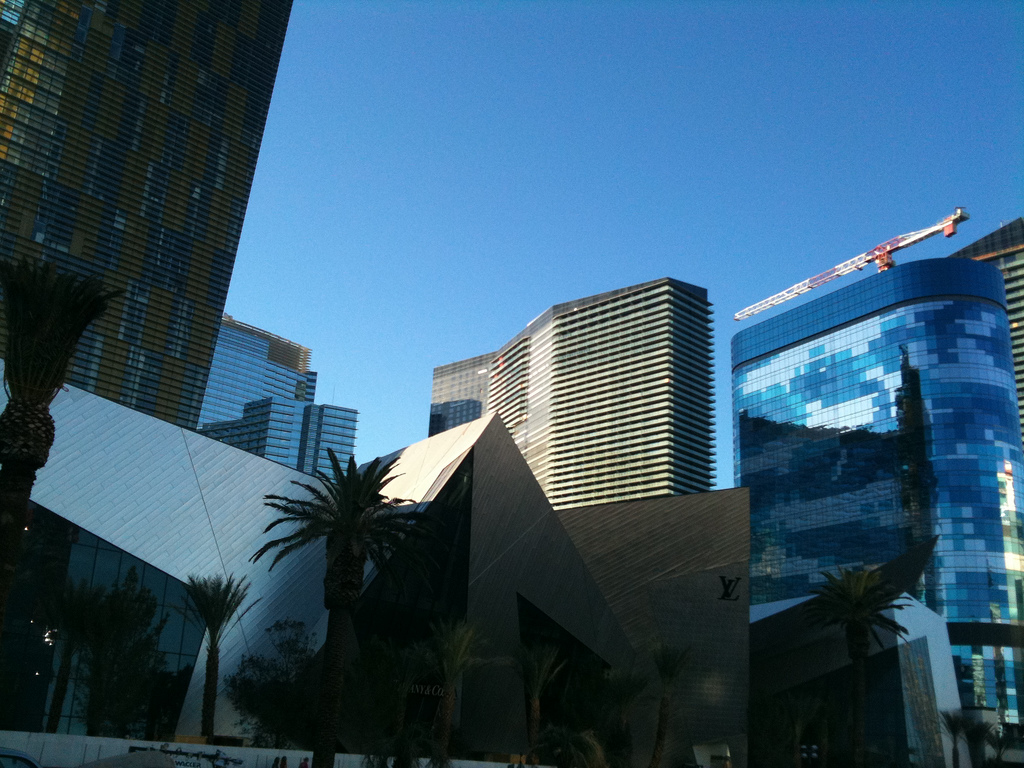
The Crystals

### Construcción

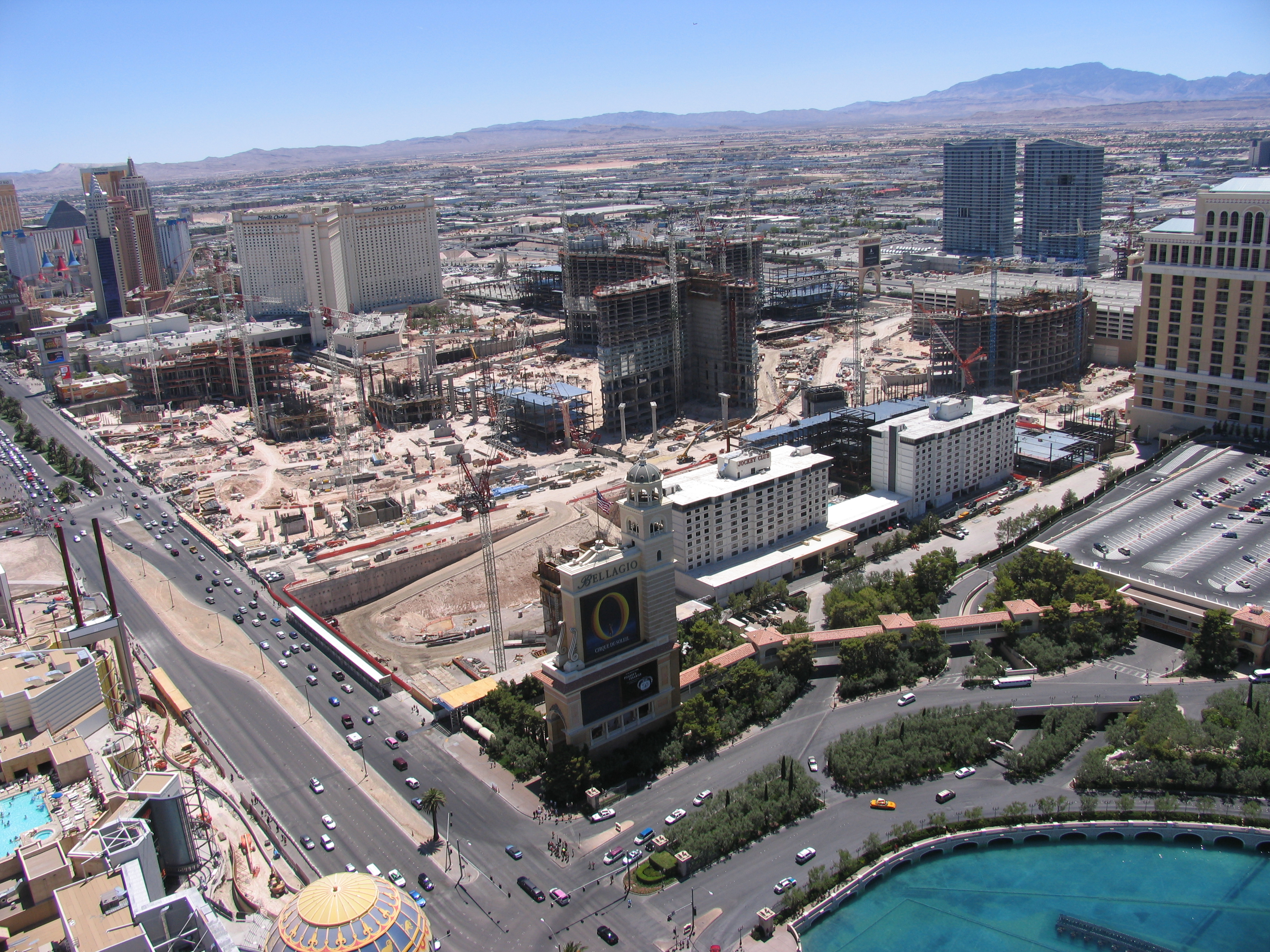
Vista desde la torre Eiffel en junio del 2007.
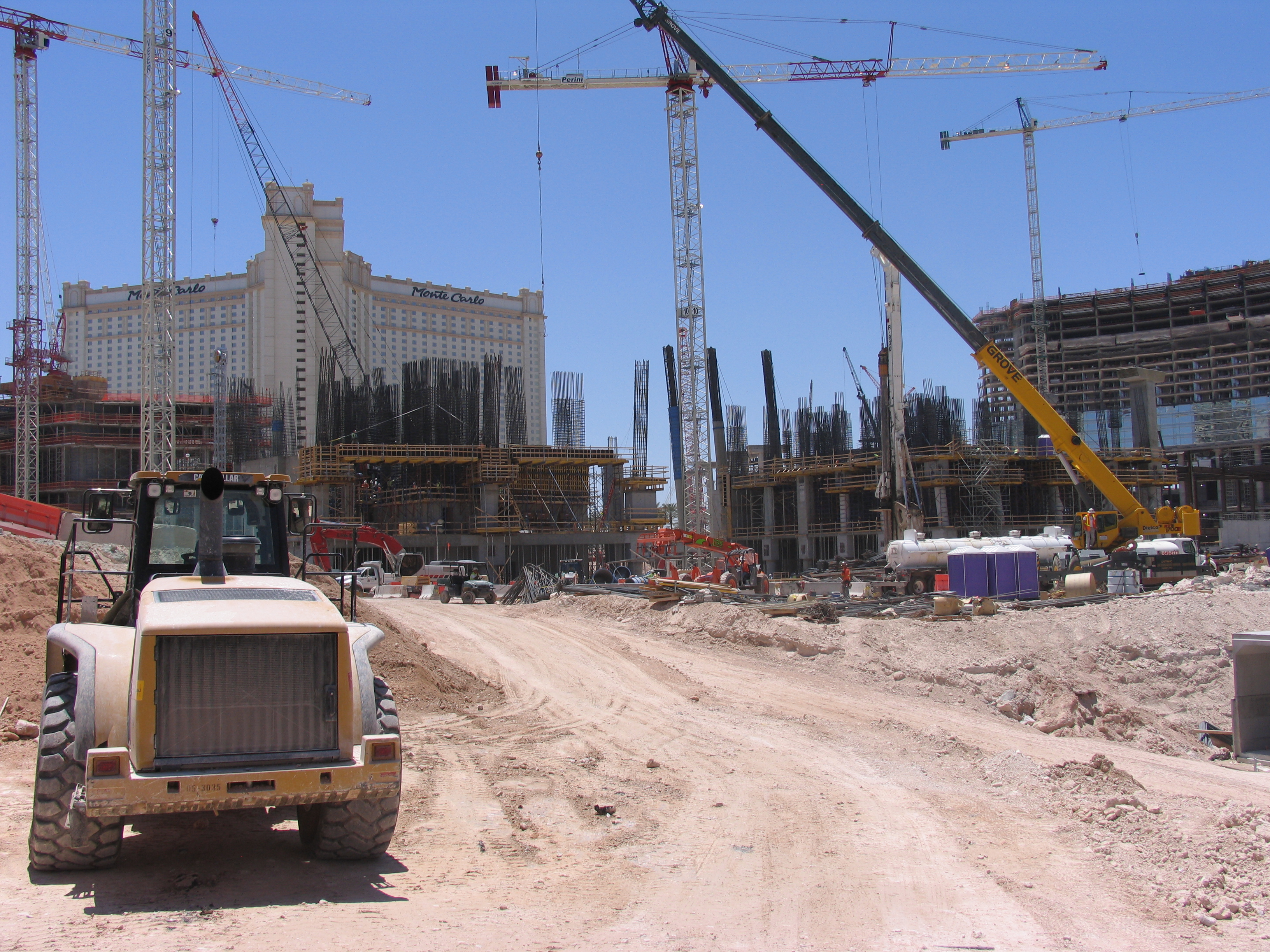
Mandarin, Veer and Casino & Resort bajo construcción, Monte Carlo en el fondo.
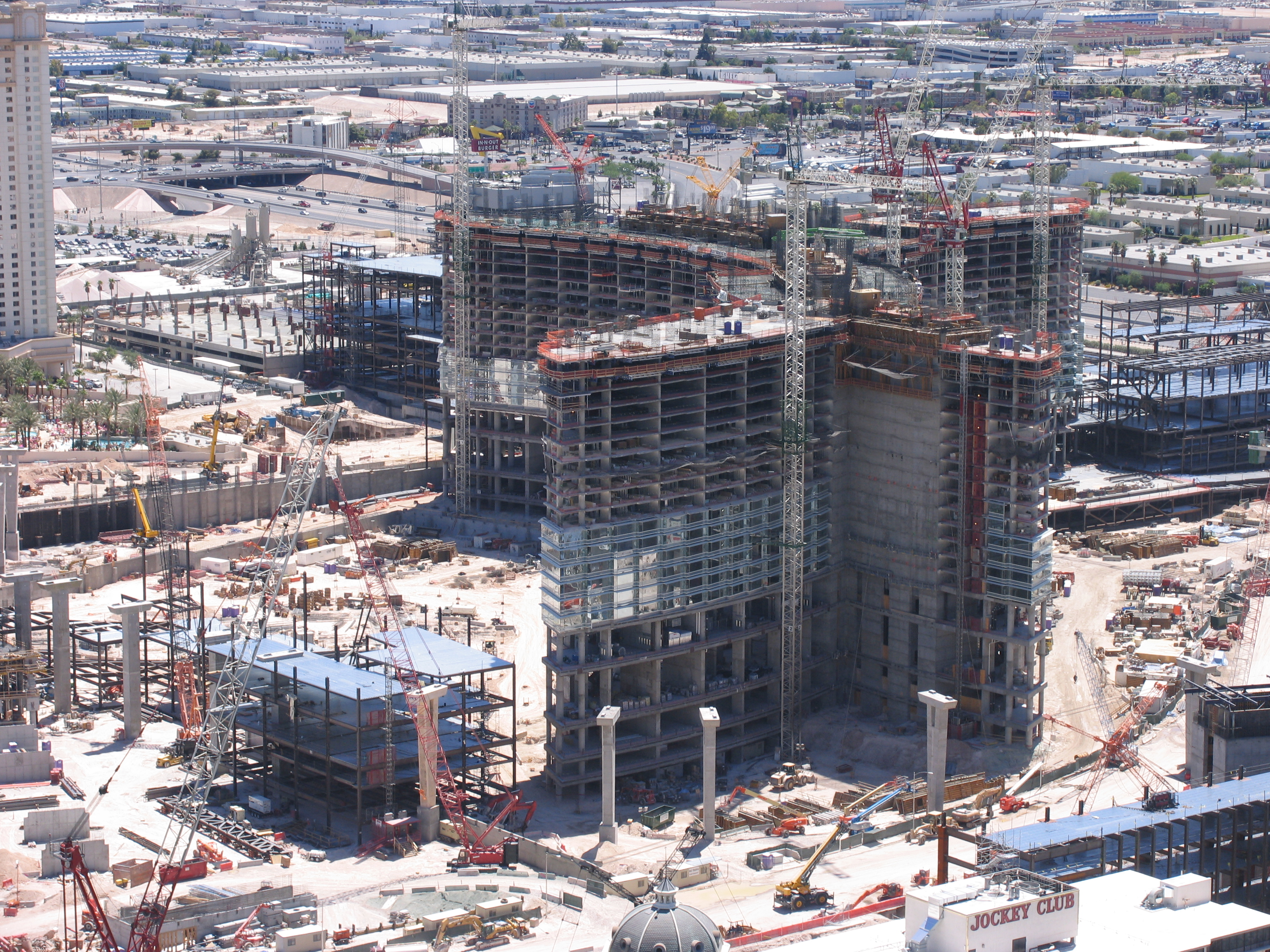
El CityCenter Casino & Resort, junio del 2007.
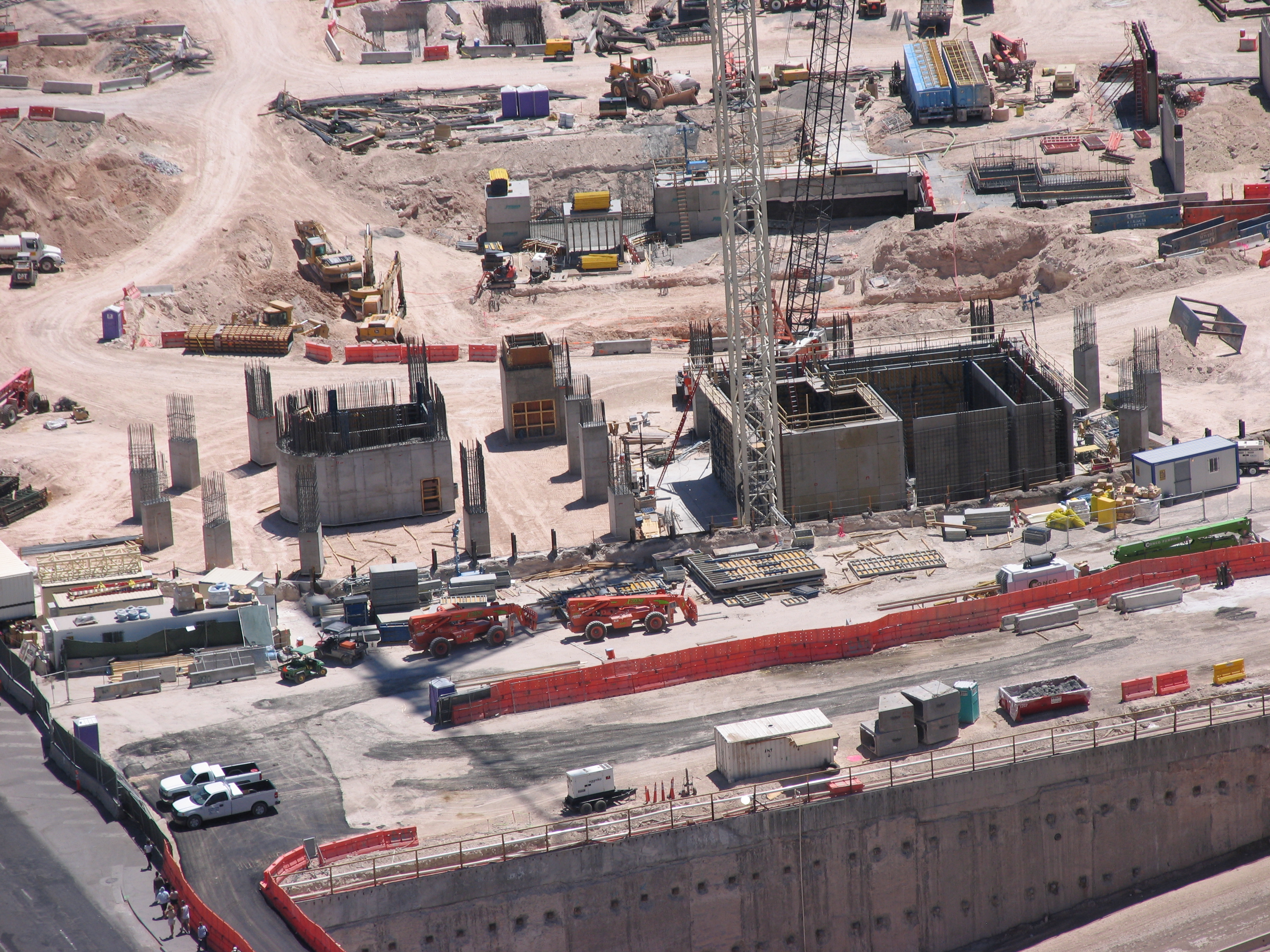
A inicios de la construcción, en junio del 2007.
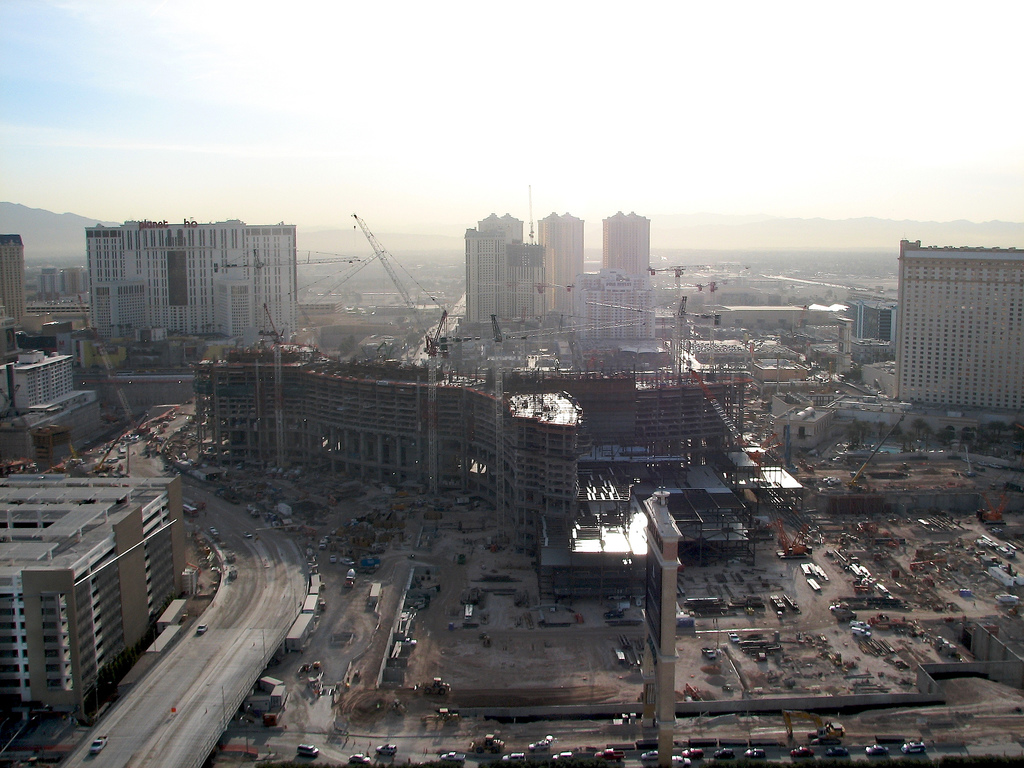
The Casino & Resort, abril 2007.
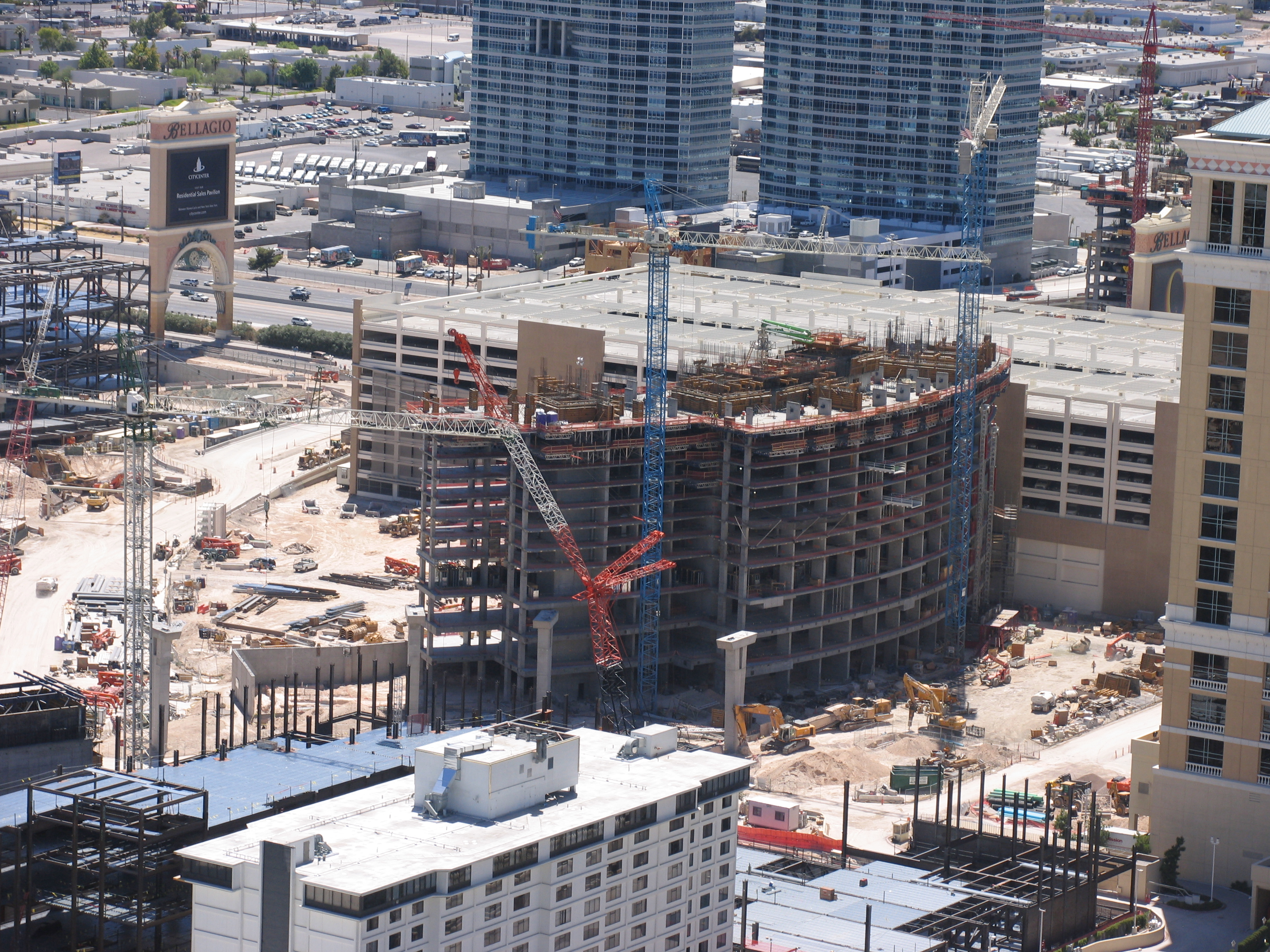
The Vdara Condo Hotel, junio 2007.
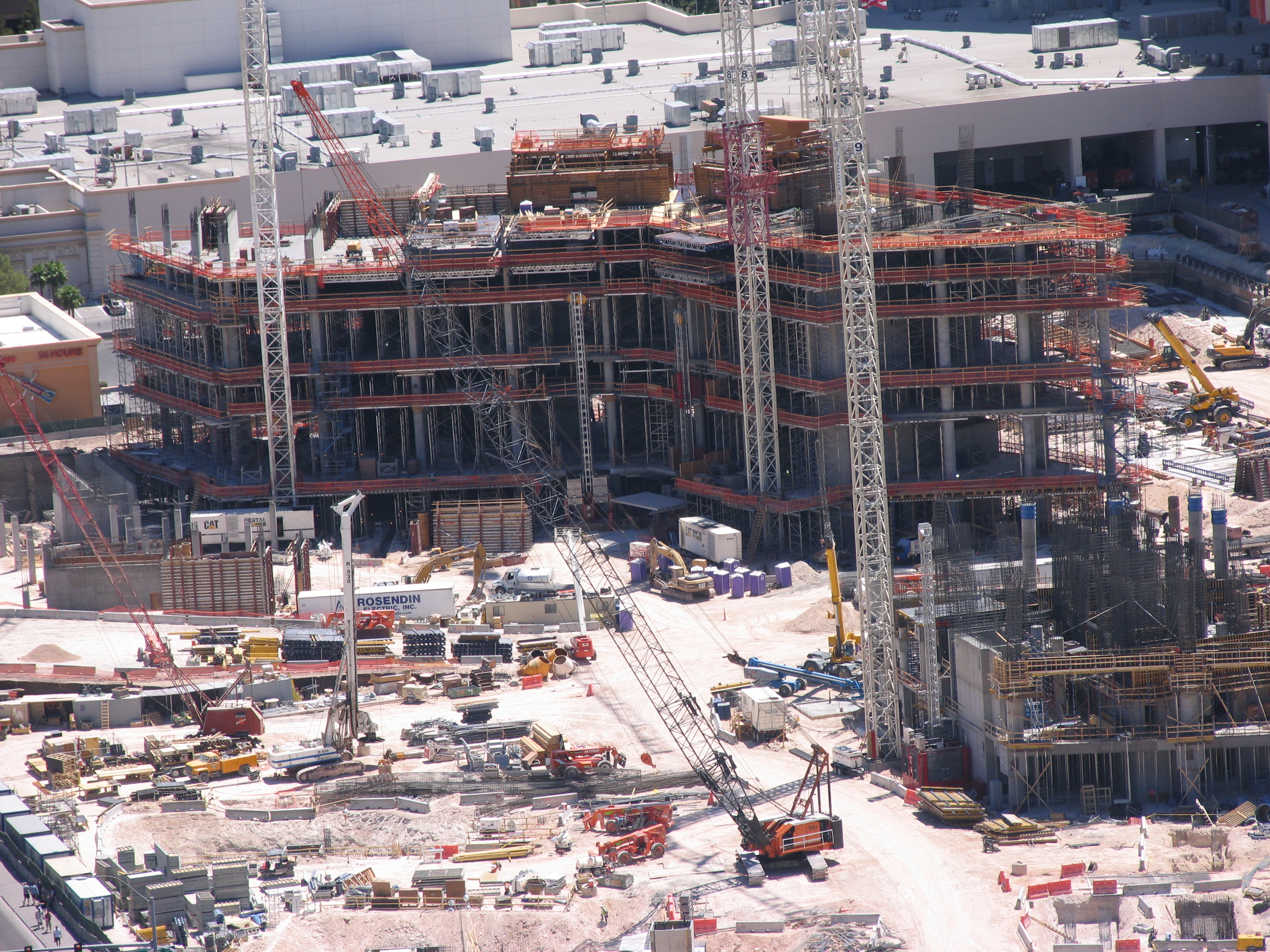
The Mandarin Oriental, junio 2007.
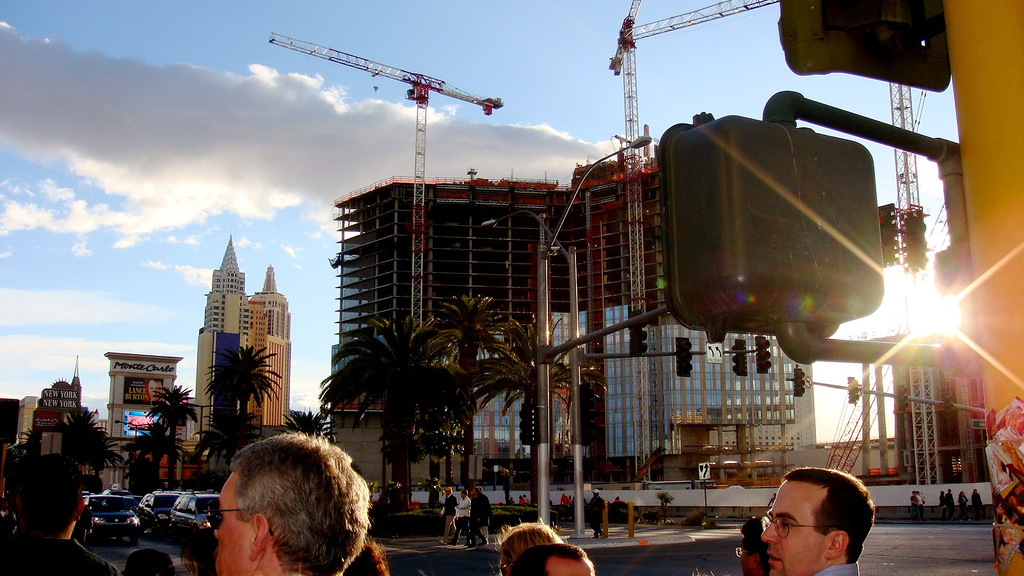
CityCenter, 8 de enero, 2008.
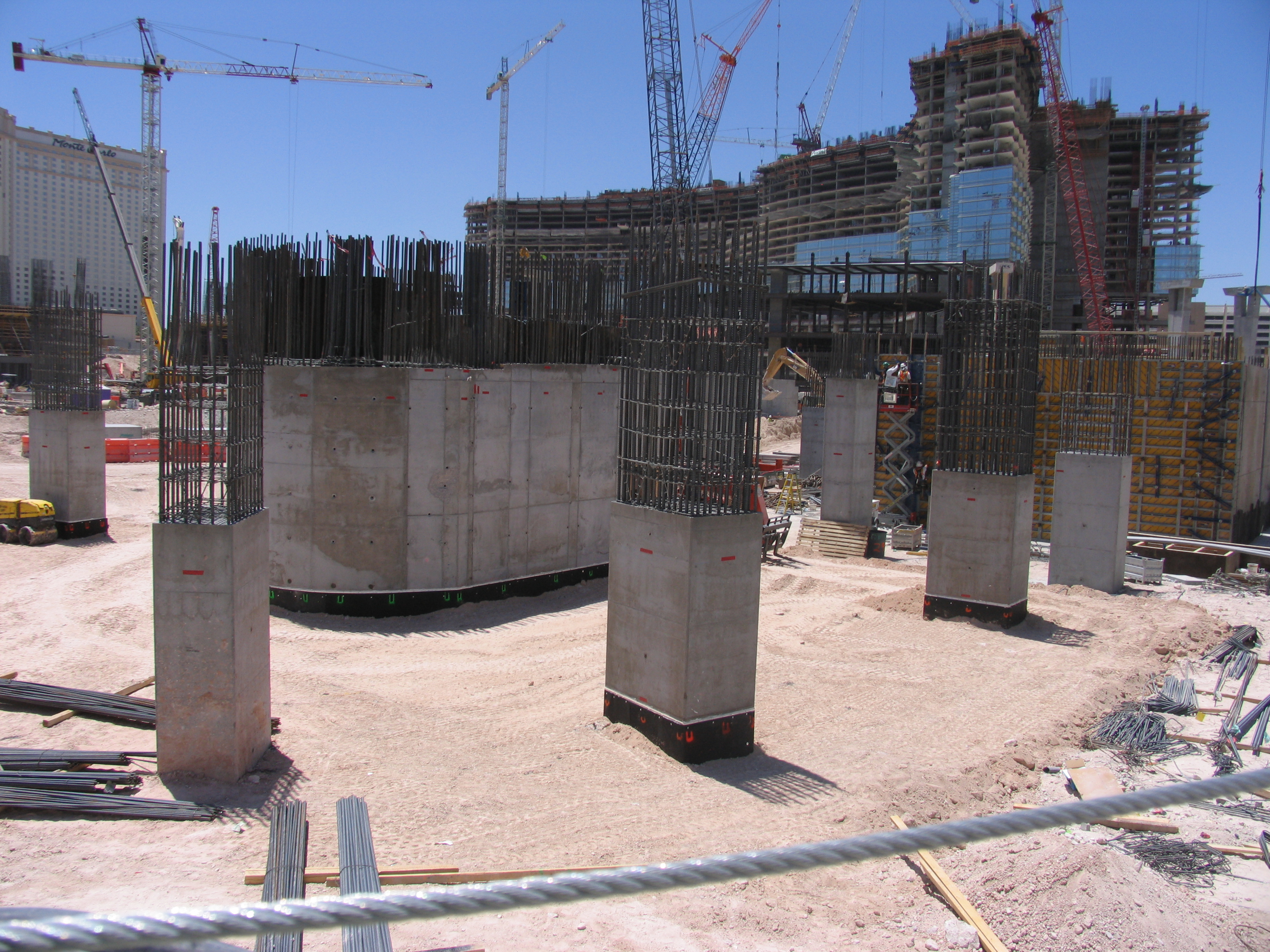
Harmon Hotel, junio 2007.
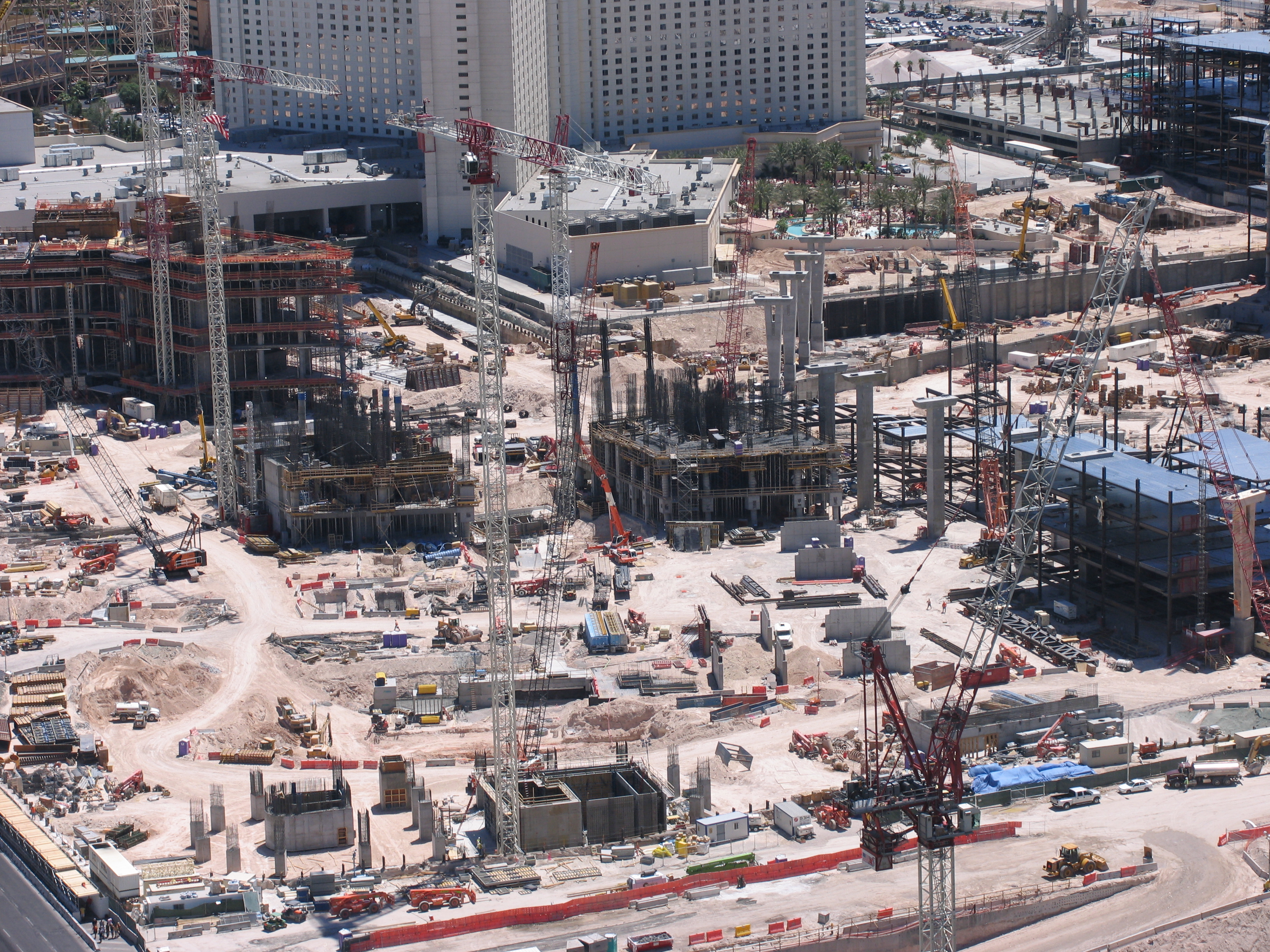
The Veer Towers, junio 2007.
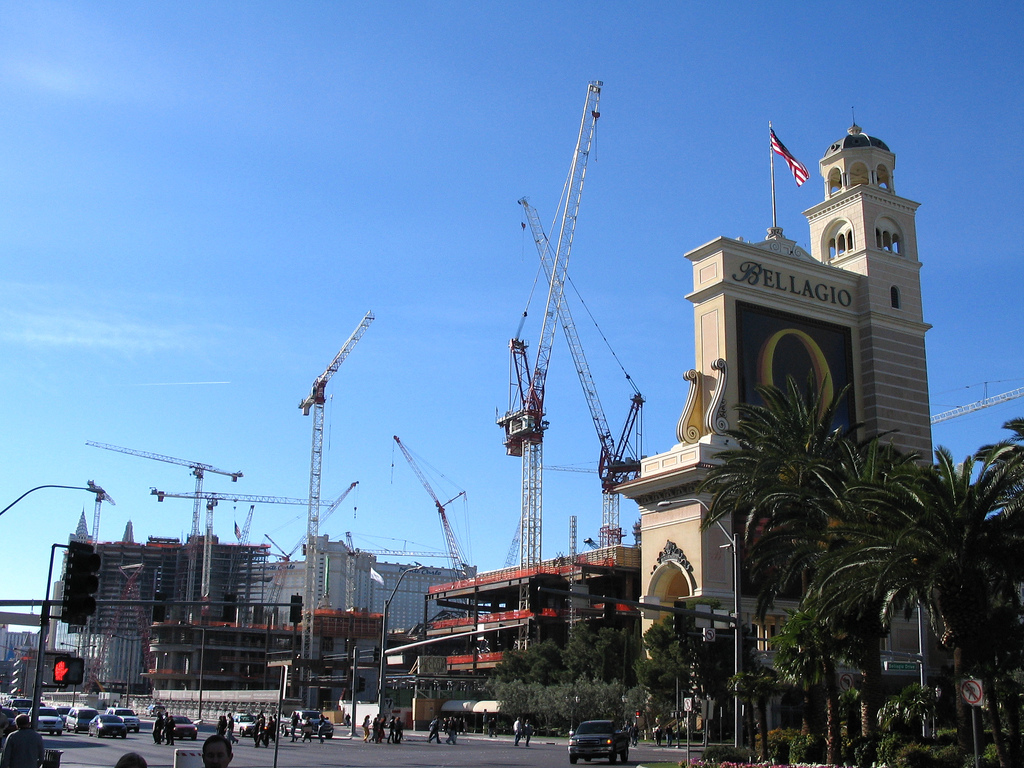
Construcción del CityCenter, 3 de enero, 2008.